# Holwierde
Holwierde (Gronings: Holwier) is een dorp in de gemeente Eemsdelta in de provincie Groningen in Nederland. Het dorp werd zwaar getroffen bij de bevrijding van Delfzijl, zodat het grootste deel van het dorp nu bestaat uit naoorlogse bebouwing. Holwierde telt 945 inwoners (2023).

## Geschiedenis
Oorspronkelijk zijn er drie wierden aan weerszijden van het Bierumermaar of de Groote Heekt (precieze grens tussen beide is onduidelijk). Katmis (2,68 meter boven NAP) is het wierdedorpje aan de westoever, Holwirth (met de kerk, 2,82 meter) en Ban(t)sum (3,29 meter) liggen aan de oostoever. In de loop der tijd groeiden de plaatsen aaneen. Katmis en Holwierde waren vroeger over de Groote Heekt verbonden door de 'Hiligho-brug' ('heilige brug' of 'kerkbrug'), die naar verluidt werd aangelegd door de kloosterlingen van het klooster Feldwerd (bij Oldenklooster). Later werd deze klap vervangen door een vaste brug verder naar het noorden, die op zijn beurt werd opgeblazen in 1945 en daarna is vervangen door de huidige vaste brug hier weer ten noorden van.
Holwierde wordt bewoond vanaf de vroege middeleeuwen op een hoger gelegen kwelderwal. Het wordt mogelijk voor het eerst genoemd in de laat-negende-eeuwse Vita Liudgeri van Altfrid, de derde bisschop van Münster. Volgens deze levensbeschrijving van zijn voorganger Liudger ontmoet die op zijn missie in de Ommelanden in het plaatsje Helewyret (vlak bij Wyscwyrt en Werfhem) de blinde zanger Bernlef, die bij de harp zingt van de daden van het voorgeslacht en de krijgsverrichtingen van de koningen. Volgens sommige auteurs gaat het daarbij om Holwierde. De meeste auteurs houden het echter op Helwerd, een wierde ten zuiden van Usquert en Warffum.
In 1344 werd het dorp Halwirth of Halfwirth genoemd. Hol slaat op 'lage', hoewel ook wel 'heilige', 'afhellende' en 'halve' als verklaring voorkomt. In de late middeleeuwen kreeg de plaats door het vergraven van de Grote Heekt vanaf Jukwerd een verbinding met het Damsterdiep. In 1536 werd de plaats verwoest door troepen van Meindert van Ham. Bij de Sint-Maartensvloed van 1686 vielen in Holwierde 37 doden en bij de Kerstvloed van 1717 30 doden, waarop in 1718 de Vierburenpolder werd bedijkt en het gebied voor verdere watersnoden werd behoed. Holwierde vormde samen met Marsum een rechtsstoel. Op 16 november 1813 werd Holwierde net als de omliggende dorpen geplunderd door Franse troepen tijdens het Beleg van Delfzijl.
In april 1945 werd het dorp zwaar getroffen door de beschietingen tussen Canadese en Duitse troepen, die onder meer vanuit de Batterie Nansum het dorp bestookten tijdens de bevrijding van Delfzijl. De Canadezen hadden eerst een kring gelegd rond Holwierde en de kustbatterij en lagen bij Krewerd en Oldenklooster. Op 23 april wisten ze in een verrassingsactie de Duitsers bij boerderij Oosterfeldwerd uit te schakelen en een paar gebouwen in Holwierde te bezetten. Hierbij hadden ze 20 aldaar gelegerde Duitse soldaten over het hoofd gezien. Bij een daaropvolgend vuurgevecht kwamen alle Duitsers en een Canadees om. Erger was dat de batterij was gealarmeerd en op Holwierde begon te schieten. In de dagen tot 29 april werd het dorp in man-tegen-mangevechten veroverd, waarbij 60 Duitsers werden gedood. De batterij werd op 28 april door een luchtaanval met vijf vliegtuigen verwoest. De kosten van de bevrijding waren zeer hoog voor Holwierde. Onder de bevolking vielen 25 doden en een groot deel van het dorp werd verwoest bij de beschietingen. Op de kerk na verdwenen alle historische gebouwen. Van de zestien omringende boerderijen werden twaalf verwoest en de rest raakte zwaar beschadigd. Troepen die de Canadezen aflosten plunderden in de dagen na de verovering 's nachts de overgebleven huizen. Het laatste overgebleven monument, de molen, brandde samen met omringende gebouwen af op 26 oktober 1945. Na de oorlog werd vooral aan oostzijde van het Bierumermaar nieuwbouw gepleegd. De wijk De Rippert (naar de familie Ripperda, die hier landerijen had) aan zuidzijde van Bansum dateert bijvoorbeeld uit de jaren zestig, en Schelpenplan aan noordzijde van de wierde uit het einde van de jaren zeventig.
| 437¹ | 418 | 372 | 451 | 553² | 585² | 554 | 516 | 575 | 623 | 735 | 1090 | 1000 | 980 | 955 | 980 | 945 |
| Data afkomstig van volkstellingen.nl & CBS. Data voor 1920 opgeteld voor Holwierde, Bansum en Katmis (¹alleen Holwierde vermeld; ²inclusief buiten kom) |     |     |     |      |      |     |     |     |     |     |      |      |     |     |     |     |

## Gebouwen

### Kerk en juffertoren
De Kerk van Holwierde was vroeger gewijd aan (de binnen het rooms-katholicisme heilige) Stefanus. Het tufstenen schip dateert uit de 11e eeuw. Het schip werd verhoogd in de 13e eeuw en nogmaals in het begin van de 14e eeuw toen het dwarsschip en koor werden gebouwd.
Tot 1854 stond er een 13e-eeuwse vrijstaande Juffertoren ten zuiden van de kerk. Deze toren had een hoogte van 207 voet (ongeveer 60 meter) en was tot in de verre omtrek te zien en fungeerde dan ook als baak voor de scheepvaart op de Eems. Begin 19e eeuw begon de toren over te hellen en werd er 100 voet vanaf gehaald (ca. 30 meter). In 1807 werd de toren overgenomen door het Rijk die de toren voorzag van een nieuwe houten opbouw van 30 meter. Deze bleek echter niet bestand tegen een zware storm op 29 november 1836, toen de spits van de toren viel. Het dak van de toren werd daarop gedicht met leisteen. Tijdens de jaarwisseling van 1849/50 had het gemeentebestuur de klepel verwijderd omdat de toren bouwvallig was en men een einde wilde maken aan het jaarlijkse klokluiden door de jeugd, dat vaak gepaard ging met veel drankgebruik. Vindingrijke jongens bevestigden daarop met touw zelf een gewicht van 50 oude ponden als klepel in de toren. Het touw brak echter af bij het luiden, waarbij volgens inwoners twee jongens gewond raakten. Blijkbaar was de klepel er in de jaarwisseling van 1853/54 niet uitgehaald, want (de kranten spreken er niet over) tijdens die jaarwisseling zou de klepel van de torenklok zelf zijn gevallen bij het luiden van de klok. De klepel, die volgens het verhaal circa 900 kilo woog, zou drie jongens die aan het luiden waren, hebben geraakt en daarbij gedood. Omdat de toren al bouwvallig was is deze vervolgens geheel op afbraak verkocht in 1854. De 6000 oude ponden (2800 ponden) wegende Stefanusklok, waarvoor zes man nodig waren om hem te luiden, werd voor 3000 gulden verkocht aan een particulier. Op de klok stond de tekst: "S. STEPHANUS Ao 1620 JOANNUS SIMON ANTONIUS FILIUS, PETRUS JOLY GALLI ME FECERUNT".
In hetzelfde jaar werd de kerk voorzien van een dakruiter in de westgevel, waarin de andere kleinere Mariaklok, die in 1467 was gegoten door Henriek Rekenacker, werd teruggeplaatst. In 1943 werd de Mariaklok gevorderd door de Duitse bezetter. Op 29 april 1945 werd de dakruiter, die toen werd gebruikt als uitkijkpost door de Duitsers, kapotgeschoten (de beide Duitse wachtposten kwamen om), evenals een groot deel van de kerk. Tussen 1945 en 1951 werd de kerk gerestaureerd en van een nieuwe dakruiter voorzien. De huidige klok werd in 1949 gegoten bij A.H. Van Bergen in Heiligerlee. De Mariaklok werd zwaar onherstelbaar beschadigd (gescheurd) teruggevonden en door de toenmalige kerkvoogden verkocht aan het Nationaal Beiaard- en Natuurmuseum Asten. Holwierdenaren die niet van de verkoop af wisten, poogden later tevergeefs de klok te herkrijgen. Het interieur van de kerk werd bij de restauratie van de jaren veertig sterk aangepast. Er zijn plannen om het weer terug te brengen in de staat van voor 1945. Sinds 2003 draagt de kerk officieel de naam Stefanuskerk.
De kerk heeft een laat-gotisch doksaal met galerij voor het orgel en de zangers. Het orgel werd oorspronkelijk rond 1560 geplaatst, is in de loop der tijd sterk gewijzigd en werd in 1924 vernieuwd. De orgelkast werd gebouwd in 1663 en kreeg in 1828 gesneden vleugelstukken. De kerk heeft verder een preekstoel met getorste korinthische zuiltjes uit ongeveer 1660, een stel herenbanken, waaronder een met het jaartal 1559 en het wapen van de familie Eysens. In het westelijk deel van de kerk staat een uit de tweede helft van de 12e eeuw daterende Bentheimer zandstenen sarcofaagdeksel waarop een afbeelding staat van een man en een vrouw met daarboven een aantal engelen. Op de vloer liggen een aantal 16e- en 17e-eeuwse grafzerken, waaronder een aantal rijkversierde.

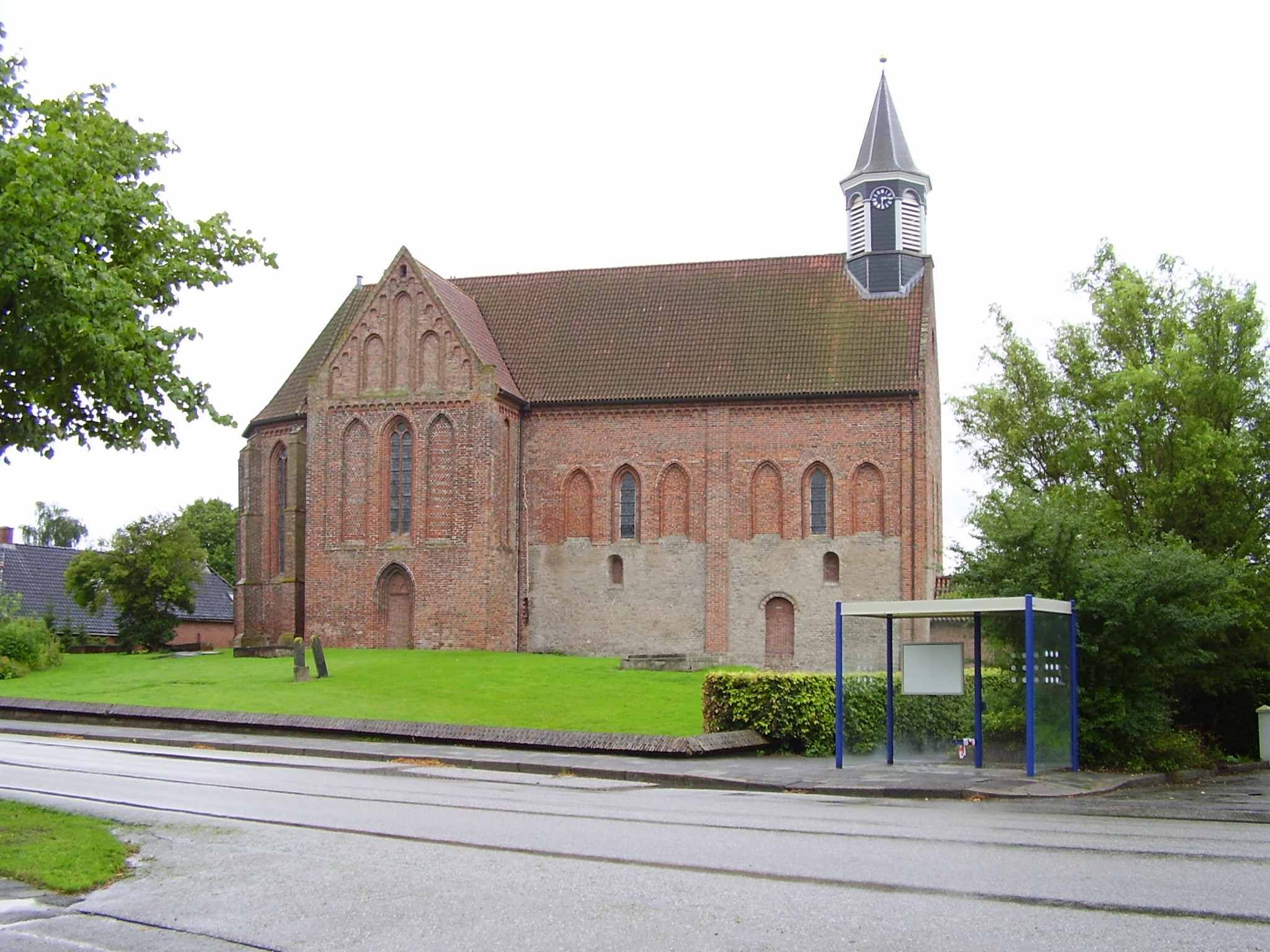
De kerk van Holwierde
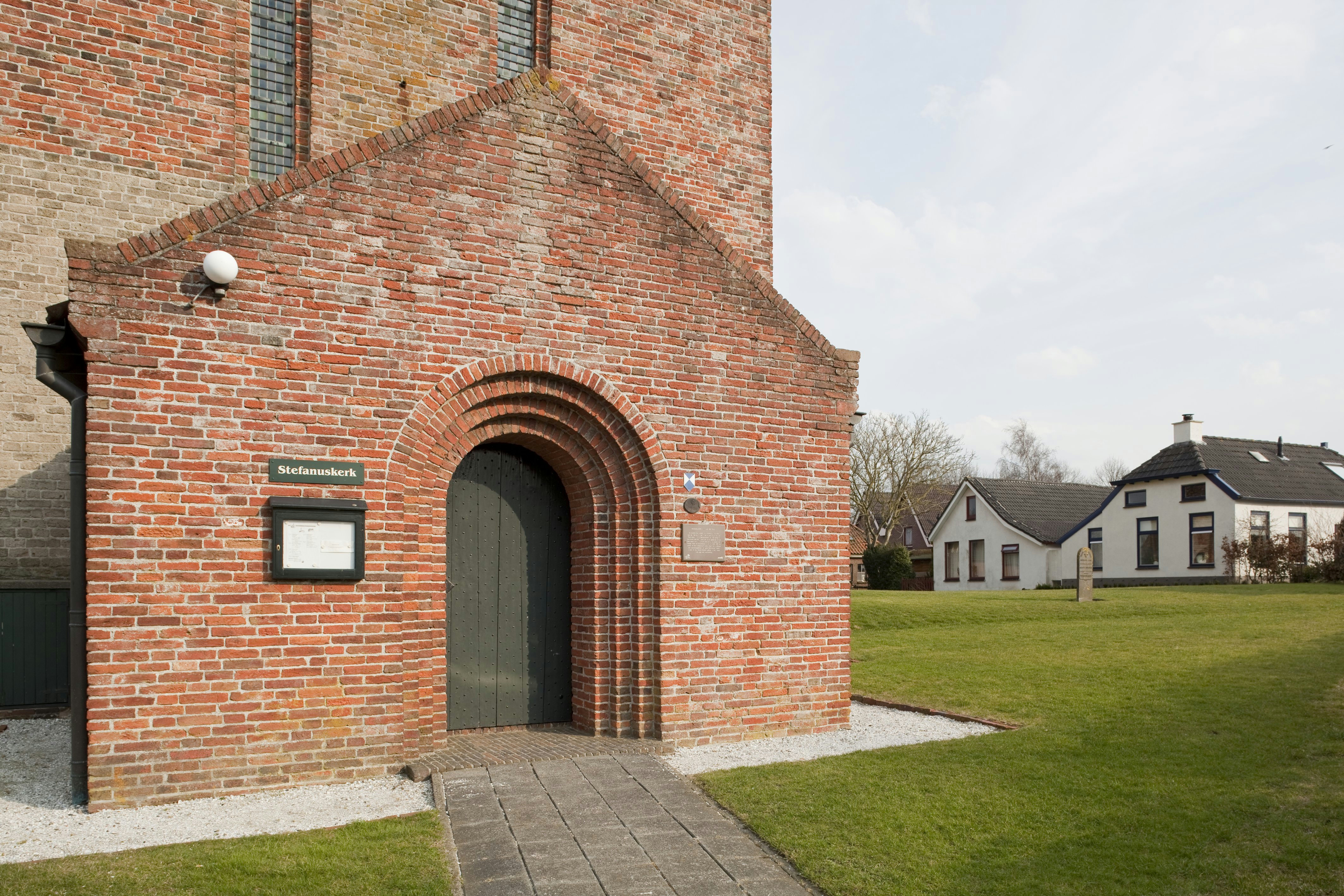
Ingangsportaal
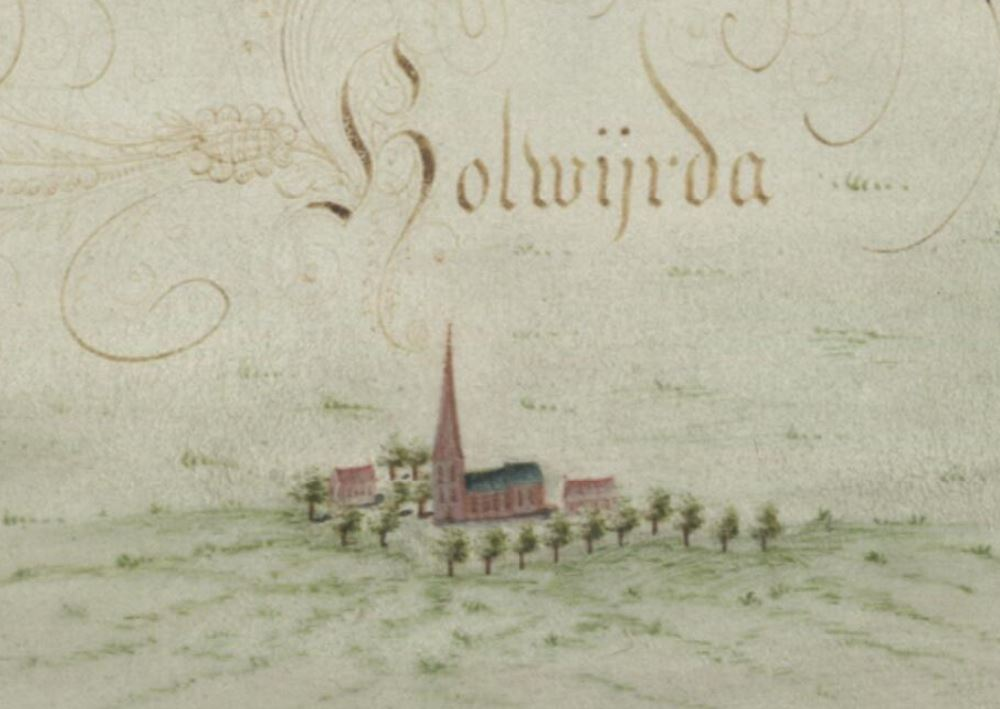
De vroegere Juffertoren, afbeelding uit 1738

### Borgen, huizen en heerden
In het oosten van het gehucht Uiteinde ten oosten van Holwierde staat de boerderij Eissingeheem, die in het jaar 1654 'borg' werd genoemd. De huidige boerderij dateert van na de oorlog. In het noorden van het wierdegehucht Nansum ten zuidoosten van Holwierde stond het Huis toe Nansum (mogelijk was de familie Nansum een tak van de Ripperda's). In 1492 werd hier een Ripperdeheert genoemd en in 1588 een To Nansums Heerd. Na 1662 komt het huis niet meer voor. Er staat nu een huis met de naam 'Burchstee'. Op de Nes komt in 1518 een borg voor, mogelijk op de plek van de huidige boerderij Kleine Nes. Verder komen zonder nadere lokalisering in 1412 een Kaminghehues en Kamingheheem voor bij Holwierde, had in 1492 de familie Van Ewsum een steenhuis bij Holwierde en komen begin 17e eeuw kerkgestoelten in Holwierde voor van de families Van Berum (en een grafsteen uit 1612 van Johan van Berum) en Van Welvelde. De vroegere kerkklok uit 1620 droeg de naam van kerkvoogd Remmert van Berum, die begin 17e eeuw processen voerde voor Holwierde op de Ommelander Landdag en waarvan in 1628 onder andere een 'huis' in Holwierde te verdelen viel onder zijn kinderen, waarbij niet duidelijk is of dit huis een borg was. Tussen 1628 en 1686 komt een behuizing, schuur, poort en plantage voor in Uutende (Uiteinde), waaraan het kerkgestoelte van de Van Welveldes verbonden was.

### Scholen
De openbare basisschool (kosterij) van Holwierde stond aan de Hoofdweg 15 ten zuiden van de kerk en was vastgebouwd aan de tweede pastorie (nr. 17). Rond 1909 (wellicht in 1905) was deze uitgebreid tot drie lokalen. In 1978 werd dit gebouw omgevormd tot het verenigingsgebouw Credo van de gereformeerde Irenekerk van Bierum-Holwierde (ergens in de tachtig 1980 of later verkocht aan een particulier) en wellicht is toen het huidige gebouw aan de Pastorielaan 1 betrokken. Dit gebouw werd Hiliglo genoemd (naar de brug tussen Katmis en Holwierde) en kreeg 6 lokalen. In 2007 is het uitgebreid.
De christelijke basisschool werd in 1902 gebouwd aan de noordwestzijde van Katmis. Ernaast werd de hoofdmeesterswoning gebouwd. School en hoofdmeesterswoning raakten zwaar beschadigd in de oorlog en werden herbouwd. In 1997 sloot de school vanwege een gebrek aan leerlingen.

### Molens

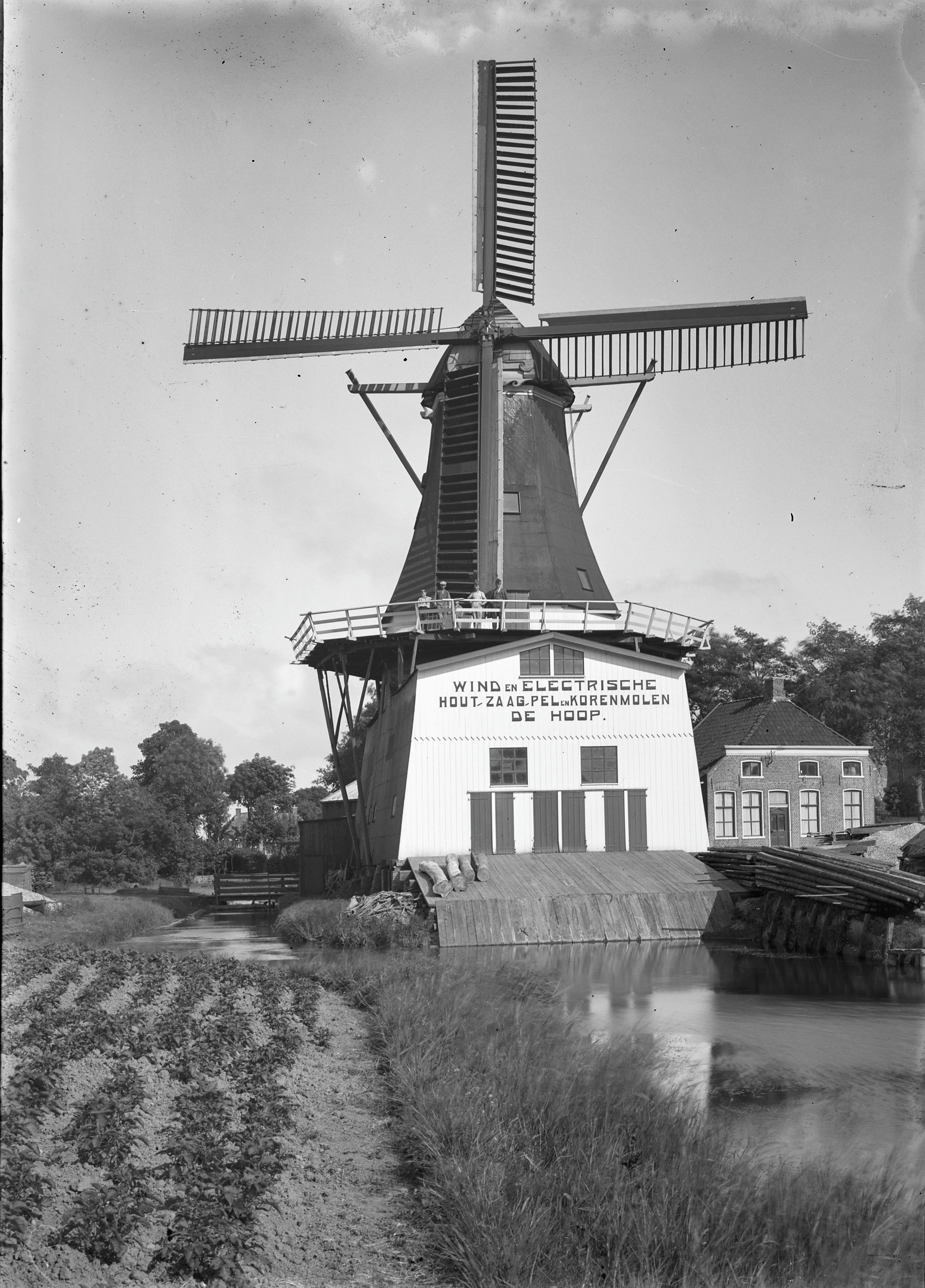
Zaag-, pel- en korenmolen De Hoop voordat deze afbrandde.

Holwierde heeft twee korenmolens gehad die beiden door brand verdwenen in 1945. Een stond in Katmis aan de driesprong van de Krewerderweg met de Hoofdweg. Hier stond reeds voor 1628 een molen, die rond 1750 werd vervangen door een nieuwe en in 1841 na brand nogmaals. Deze derde en laatste Katmisser korenmolen heette Eva en werd op 24 april 1945 in brand geschoten door Canadezen omdat er Duitse sluipschutters in zouden zitten. De andere korenmolen stond aan oostzijde van de Groote Heekt, ten noorden van de Hoofdweg. De eerste molen alhier was een pel- en zaagmolen die voor 1828 werd gebouwd en rond 1850 afgebroken, waarna deze nog een aantal plaatsen aandeed; van 1852 tot 1855 stond deze als zaagmolen in Winneweer, van 1855 tot 1861 als pelmolen in Spijk en van 1861 tot 1934 als korenmolen De Hoop in Hornhuizen. De tweede molen, die ook De Hoop werd genoemd, werd in 1851 gebouwd en deed dienst als zaagmolen, pelmolen en daarnaast als korenmolen. Aanvankelijk was het vooral een zaagmolen, maar tijdens de oorlog werd er vooral gepeld. De molen raakte ook beschadigd bij de gevechten van 1945, maar kon worden gered. Op 28 oktober 1945 werd de molen echter alsnog door brand verwoest.

### Fabrieken en haven

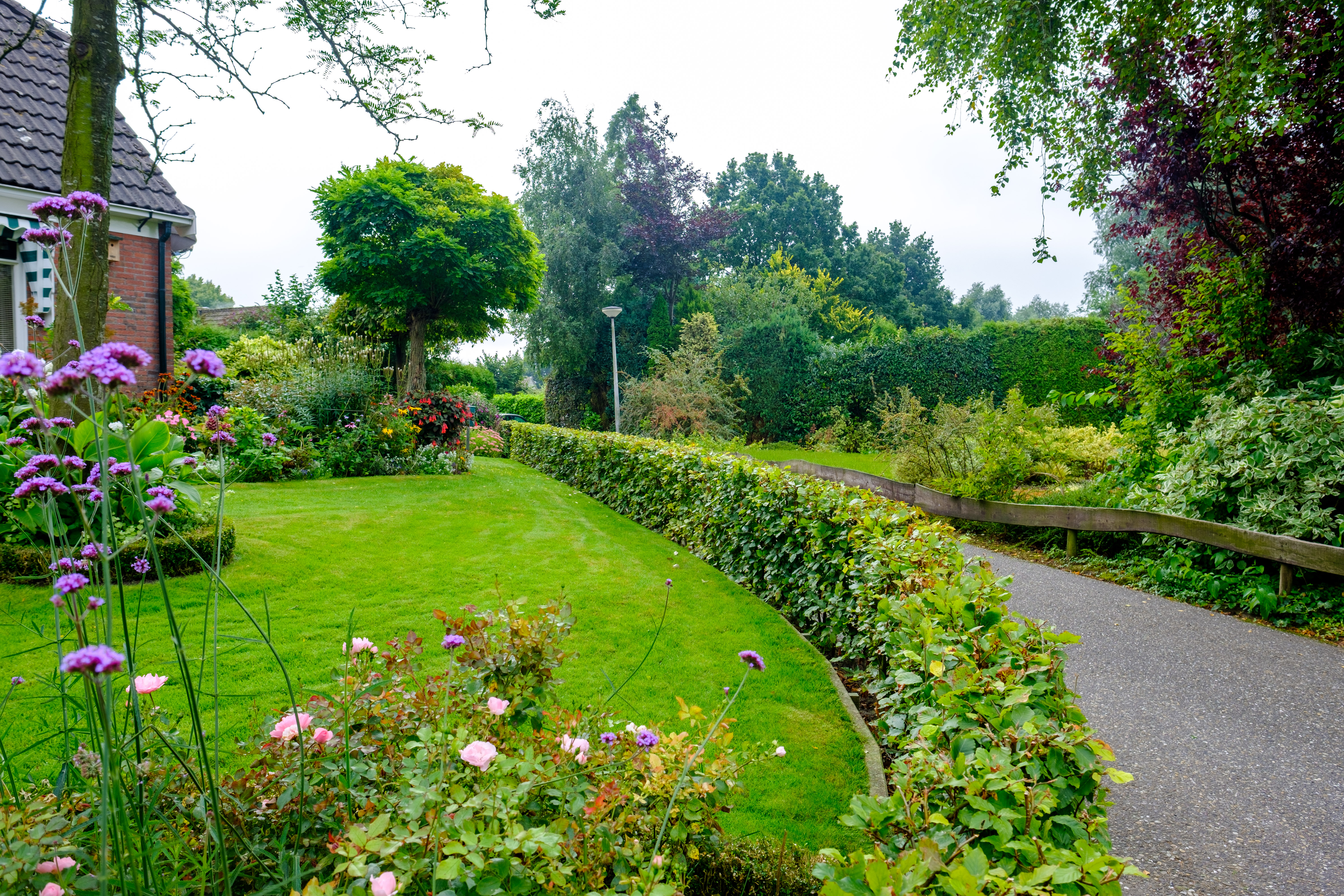
De Nieuwstad ter plekke van de vroegere zuivelfabriek De Toekomst

Aan oostzijde van de Groote Heekt, ten zuiden van de Hoofdweg ter hoogte van nr. 37, stond van 1888 tot 1970 de zuivelfabriek De Toekomst met een pijp die hoger was dan de kerk. De fabriek stond in een buurtje dat in de volksmond "Nieuwstad" werd genoemd, waarnaar later ook de straat alhier is vernoemd. Er staan nu een aantal huizen en een peuterspeelzaal.
Ten zuiden van Holwierde stonden aan de Groote Heekt twee steenfabrieken (tichelwerken). Groepham aan de Krewerderweg ten noorden van de instroom van het Krewerdermaar aan de zijde van Katmis werd wellicht ergens in de 19e eeuw gesticht en in 1903 verkocht aan de Vledderveense familie Hijlkema, die in 1915 de Delfzijlse steenfabriek Fivelmonde kocht en rond 1922 wellicht daarom Groepham sloot. De andere steenfabriek genaamd Ballingheim (van de familie Ekema, naam van het vroegere voorwerk Ballingeheem aldaar) stond ver ten zuiden van Holwierde aan de Holwierderweg tussen Langerijp en Heekthuizen (en Nijenklooster en Marsum) en was mogelijk actief tussen 1897 en 1966. De gebouwen van de eerste steenfabriek zijn verdwenen, die van de laatste zijn omgevormd tot een boerderij.
Holwierde had vroeger een haventje bij Katmis, waar onder andere turf, bieten, koren en grint werden overgeslagen. Ook was dit de uitvalsbasis van de tweewekelijkse 'Damvoarder' die bodediensten voer op Appingedam. Zomers kwamen er vaak Friese 'vlastrekkers' die seizoensarbeid verrichten bij boeren in de omtrek. De bebouwing langs de haven werd zwaar getroffen tijdens de Tweede Wereldoorlog. Na de oorlog werd de haven gedempt en vervangen door de straat Gedempte Haven.

### Andere gebouwen

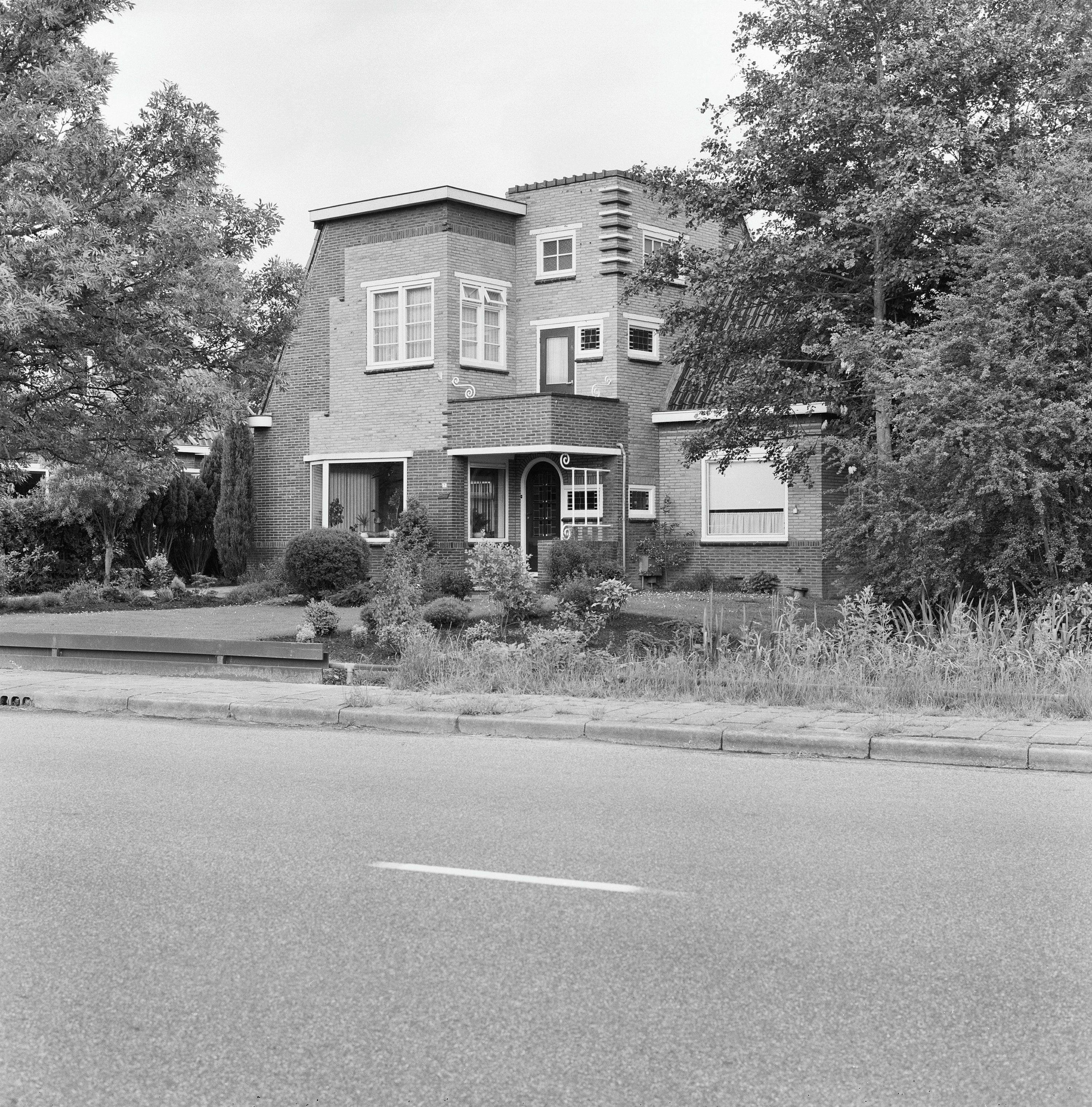
Huis met expressionistische elementen aan de Hoofdweg 7

Aan de Hoofdweg 1 staat een herenhuis uit ongeveer 1915, dat werd ontworpen door Oeds de Leeuw Wieland en Tamme van Hoorn. Aan de Hoofdweg 7 staat een huis uit ongeveer 1930 met expressionistische elementen.
De middeleeuwse weem van Holwierde stond aan noordzijde van de kerk, grofweg ter hoogte van de huidige Hoofdweg 32, op de plek waar nu het dorpshuis 'De Heekt' staat. Later werd een nieuwe weem gebouwd ten zuiden van de kerk, op de plek van de huidige Hoofdweg 17, waar nu huizen staan. De derde en laatste pastorie werd in 1905 ten noorden van de kerk gebouwd aan de Hoofdweg 30.
Achter Krewerderweg 20 ligt een bunker uit de Tweede Wereldoorlog; een mitrailleursnest van het type Tobruk.

### Navigatiestation Groningen
Aan de Marsumerweg tussen Holwierde en Marsum liggen zeven bunkers van 12 meter diep uit de Koude Oorlog, die in gebruik waren als navigatiestation door de Koninklijke Luchtmacht (Navigatiestation Groningen of Navigatiestation G of kortweg NS-G, callsign Floorspace, een voorloper van AOCS NM). De bunkers werden aangelegd ter vervanging van een eerder navigatiestation uit 1949 bij Oling. De bouw vond plaats tussen 1953 en 1957 en kostte enkele miljoenen guldens. Vanaf 1958 waren deze bunkers in gebruik om vijandelijke vliegtuigen op te sporen en te volgen (zie ook Korps Luchtwachtdienst). De manschappen vormden onderdeel van de 928e afdeling lichte Lua Territoriaal en waren gelegerd in de Pieter Bieremakazerne en (vanaf 1953 ook) in het nieuwe Kamp Fivelingo (later hernoemd tot Willem Lodewijk van Nassaukazerne) in Appingedam. Er konden 378 manschappen verblijven in de bunkers. De radar kon vliegtuigen waarnemen tot bij Berlijn. De commandobunker bestaat uit enkele tientallen ruimtes verdeeld over twee verdiepingen, heeft muren tot 5,6 meter dik en was voorzien van massieve gasdichte stalen deuren. In het geval van een atoomaanval was voorzien in een spouwmuur en een pompinstallatie om bij een scheur in de buitenmuur het grondwater weer te kunnen wegpompen. De ingangen van alle zeven bunkers werden op 1,5 meter boven NAP geplaatst om in het geval van een dijkdoorbraak niet onder te lopen. Om zelfvoorzienend te kunnen zijn had het complex de beschikking over drie generatoren van elk 250 kW en was een drinkwatervoorraad van 160.000 liter aanwezig, zodat men twee tot drie maanden ondergronds kon blijven. Voor de communicatie met de buitenwereld had men de beschikking over 1800 telefoonlijnen.
De bunkers bleven slechts 6 jaar in gebruik. Het zou toen het modernste station van West-Europa zijn geweest. In 1963 gingen echter al de eerste geruchten dat het station zou worden opgeheven, waarna in 1964 het navigatiestation de deuren sloot in verband met een reorganisatie. De taken werden overgenomen door een station bij Wittmund in Oost-Friesland. In 1965 werden de tien meter lange antennes verwijderd en overgebracht naar een ander station in Duitsland. Het station bleef tot het einde van de Koude Oorlog stand-by voor mogelijke heringebruikname.
De bunkers worden sinds 1992 beheerd door de Stichting Cold War Historical Center uit Uithuizen (vroeger onderdeel van het voormalige Museum 1939-1945). Een plan om de bunkers in te richten tot museum haalde het niet doordat het voldoen aan de veiligheidsvoorschriften en het aanleggen van vluchtwegen te veel geld zou gaan kosten (enkele miljoenen). Sindsdien worden de bunkers enkel beveiligd tegen vandalisme en diefstal.

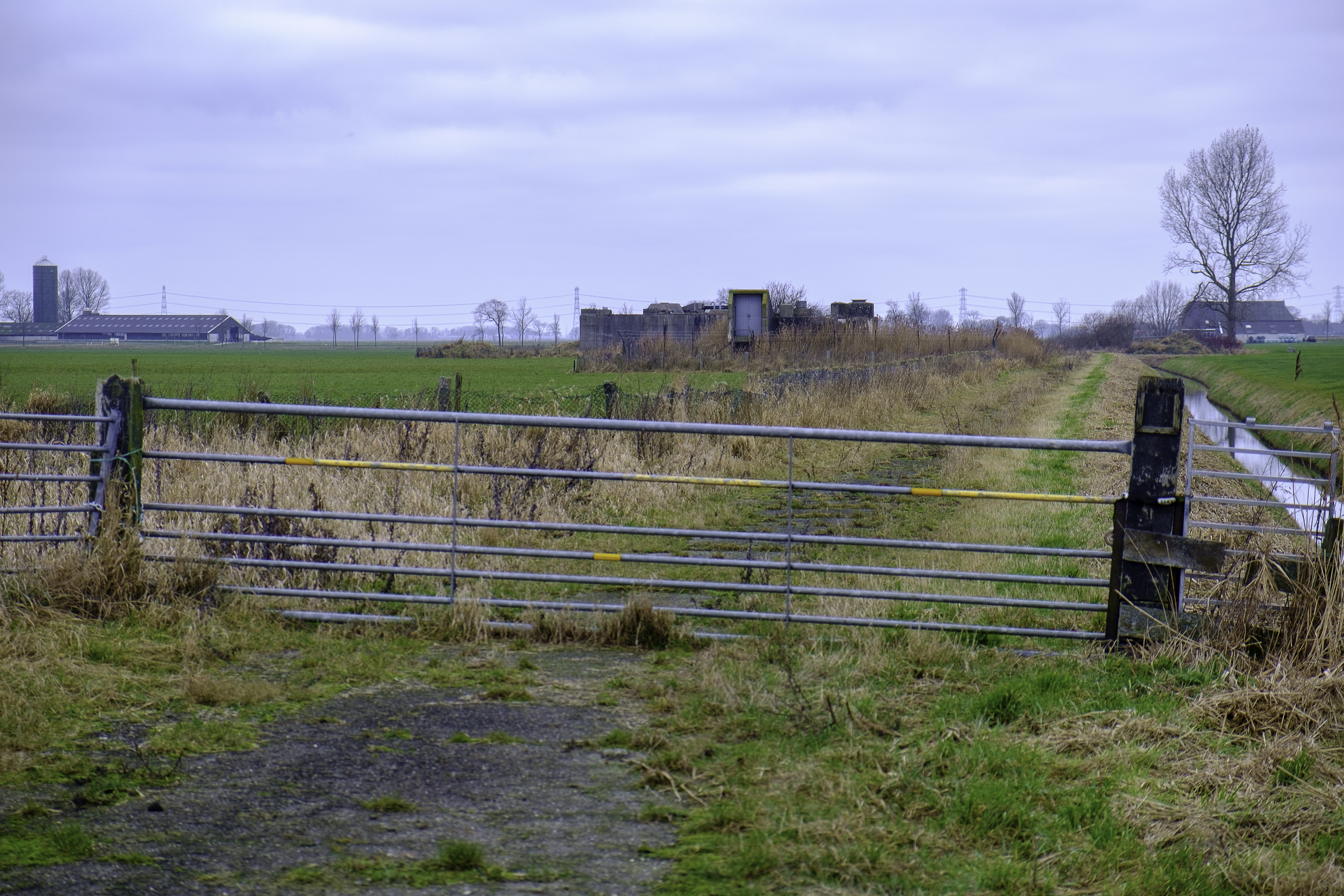
Toegangsweg tot Navigatiestation Groningen
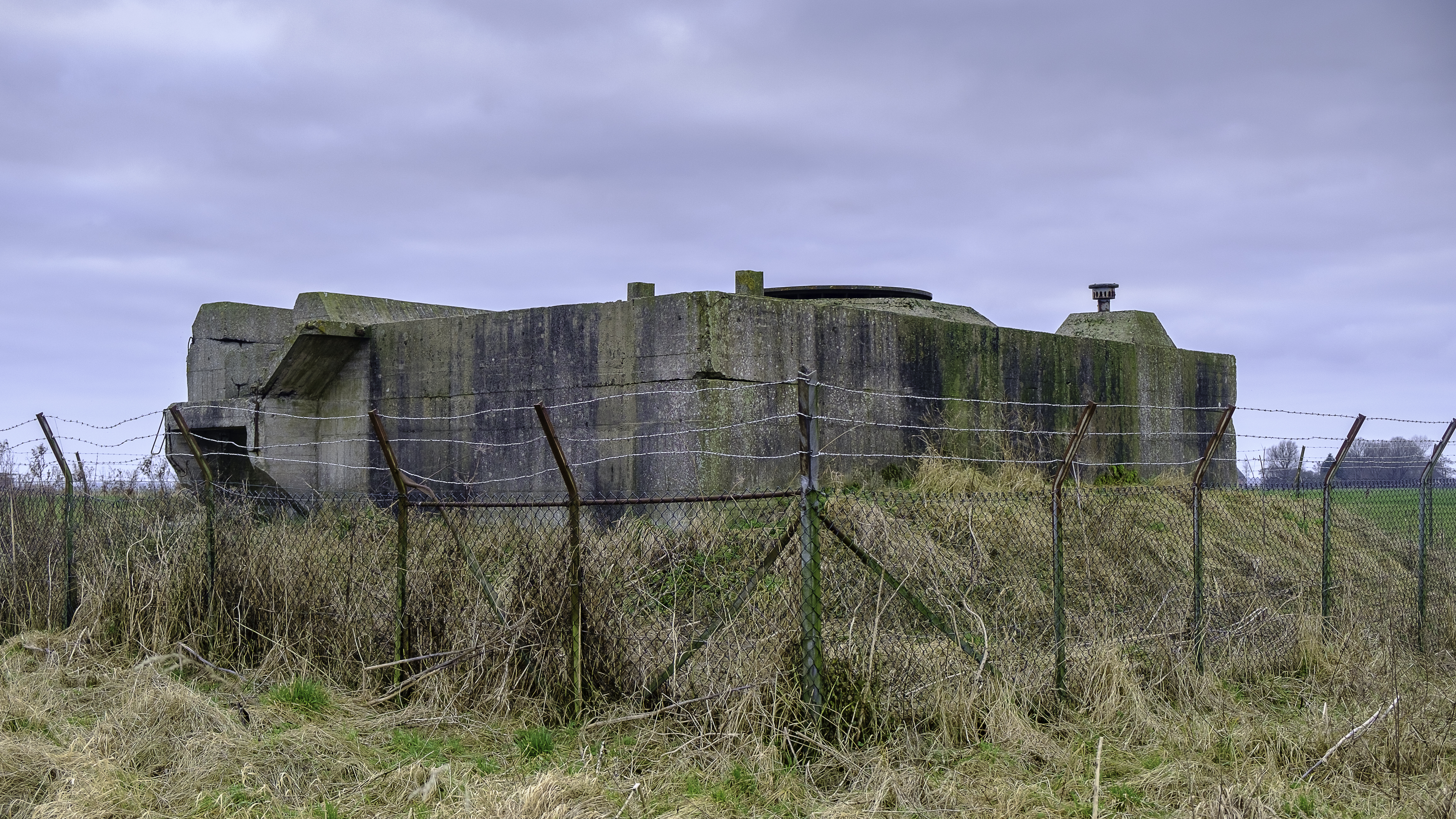
Close-up van een van de bunkers
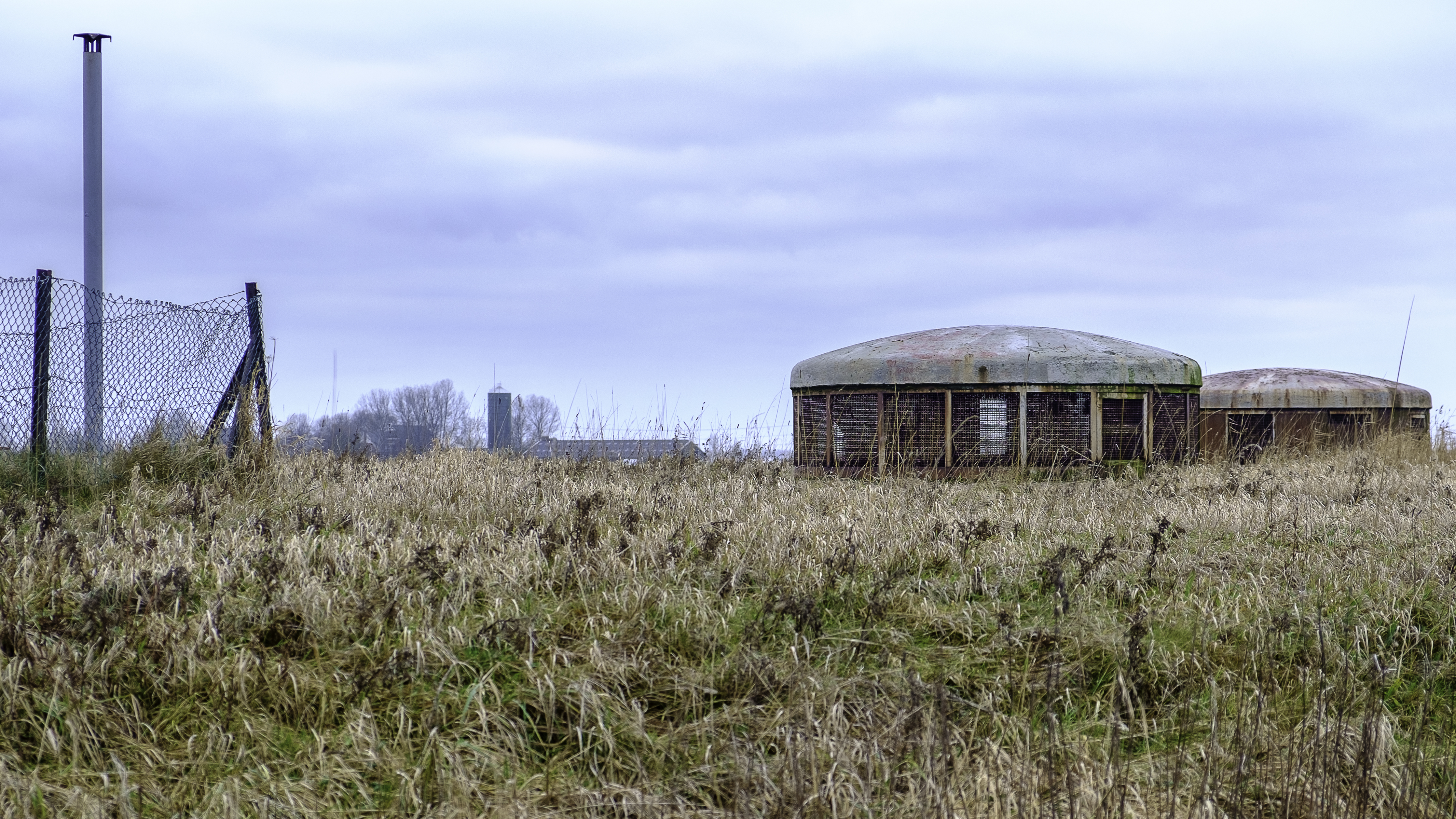

## Sport
Holwierde heeft een sportpark bij Katmis waar onder andere de lokale amateurvoetbalclub VV Holwierde speelt. Dit sportpark dateert uit de late jaren zeventig. begin jaren tachtig en werd in 1988 uitgebreid met een wetra-veld. Aan zuidzijde van de wierde van Katmis ligt in een afgegraven deel de ijsbaan en tennisbaan.

## Zwerfkeien
Bij de graafwerkzaamheden voor de bunkers aan de Marsumerweg werd begin jaren vijftig een grote zwerfkei gevonden van 4500 kg. De gemeente Bierum besloot deze te plaatsen bij de hervormde Sebastiaankerk van Bierum, nabij het bejaardencentrum Luingaborg. Holwierdenaren die vonden dat de steen op hun gebied was gevonden, besloten deze tijdens de jaarwisseling van 1955-56 te 'ontvoeren' uit Bierum. Met behulp van een kraan werd de steen 's nachts naar Holwierde gebracht en tegenover de openbare basisschool gelegd aan de Hoofdweg 15. Daarop brak een enkele jaren durende concurrentiestrijd uit tussen beide dorpen om de steen. Een laatste poging van de Bierumers om bij de jaarwisseling van 1966 de steen te krijgen mislukte doordat gealarmeerde Holwierdenaren auto's en vrachtwagens eromheen parkeerden, zodat de steen bijna onmogelijk te pakken was zonder beschadigingen aan te brengen. Sindsdien is de steen niet meer uit Holwierde weggeweest. De Bierumers haalden later een eigen zwerfkei van 7000 kg uit een afgraving bij Emmen.

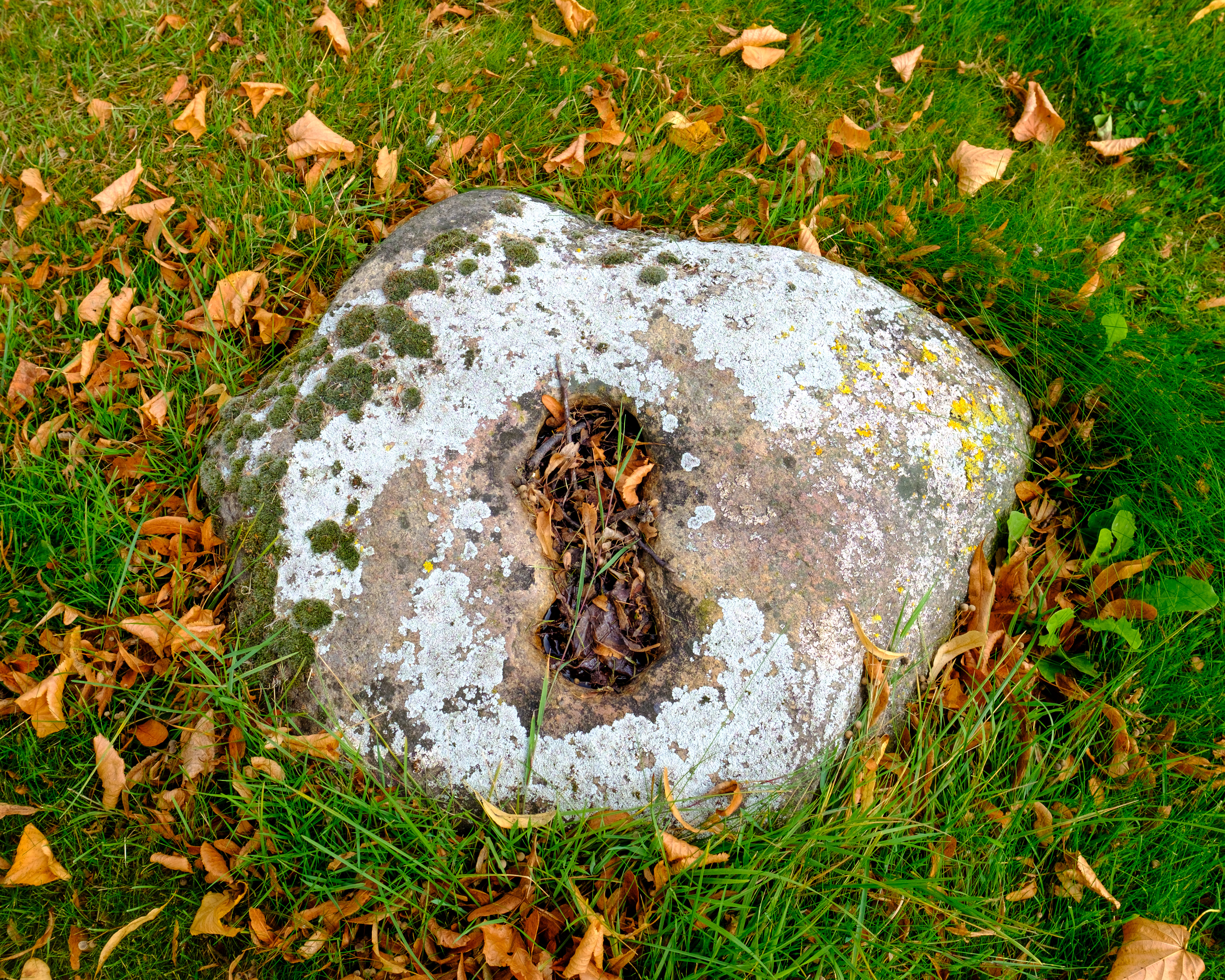
De duivelse kei of duvel-stain bij Holwierde, volgens een sage met de voetstap van de duivel

Aan de rand van Katmis, op de hoek van de Krewerderweg met de Hoofdweg ligt een veel kleinere oude steen - de duvel-stain - waaraan een sage is verbonden. Volgens deze 19e-eeuwse sage werd die steen voor de kerstening van het gebied door heidenen geofferd aan de goden, maar dat hield op toen er een kerk was gebouwd. De duivel zou daardoor op een nacht zijn langsgekomen en uit kwaadheid wegens het in onbruik raken van de steen erop gestampvoet hebben, zodat er sindsdien een voetafdruk in staat. Gelovige mensen zouden de steen vervolgens hebben omgekeerd om de voetafdruk te verbergen. Na eeuwen zo te hebben gelegen werd de steen in de jaren dertig weer omgedraaid en sindsdien is de voetafdruk weer zichtbaar.
Zie ook napjessteen.

## Geboren
- Annette Poelman (1853-1914), feministe.
- Jakob Pesman (1898–1953), burgemeester van Leens en NSB-politicus
- Bert Scheper (1949), planoloog